# 日本一周 (田山花袋)
『日本一周』（にほんいっしゅう）は、日本の小説家、田山花袋が1910年代に発表した紀行文集の名称である。

## 作品の概要と評価
日本全国を汽車で巡り、各地の景観、史跡などを写生的な文章で綴ったもので、前編（近畿・東海）、中編（中国・九州・四国）、後編（関東・東北・北海道）の3冊から成っており、博文館より1914年（大正3年）から1916年（大正5年）にかけて刊行された。当時の古写真も400枚以上掲載された総計1800ページにのぼる大部の作品で、当時の価格は1冊につき1円20銭であった。
『日本一周』は、原則的に田山が鉄道沿線を中心に各地を見聞して記述したものであるが、地図や案内記をもとに書かれた個所もあることを田山は序文で告白しており、「これは本当の日本一周ではなく、私の日本一周であり、旅行記でもなければ、案内記でもなく、地理書でもないものを書こうとした」と述べている。
本作品は、今日の観点ではいわゆる本当の意味での「日本一周」ではないにせよ、その文学的感興の高さだけでなく、大正時代における交通事情や日本各地の風物を写真と文章で克明に記録した点において、資料的にも高い価値を持つものとして評価されている。

### 前編
1. 東京から横濱まで
2. 横濱とその附近
3. 平沼から大船まで
4. 鎌倉とその附近
5. 横須賀から三浦半島
6. 藤澤から國府津まで
7. 箱根
8. 國府津から三島まで
9. 伊豆半島
10. 沼津から興津まで
11. 龍華寺
12. 興津から島田まで
13. 金谷から濱松まで
14. 遠江の山中
15. 濱松から豊橋まで
16. 渥美半島
17. 豊橋から大府まで
18. 知多半島
19. 大府から名古屋まで
20. 名古屋とその附近
21. 伊勢へ
22. 伊勢地方
23. 名古屋から草津まで
24. 琵琶湖
25. 京都へ
26. 京都
27. 奈良へ
28. 奈良
29. 大和めぐり
30. 吉野山
31. 京都から大阪まで
32. 大阪とその附近
33. 河内諸勝と高野山
34. 紀州へ
35. 大阪から神戸まで
36. 神戸

### 中編
1. 神戸から明石まで
2. 播磨の松めぐり
3. 姫路まで
4. 播但線
5. 姫路から岡山まで
6. 岡山市
7. 中國線-津山盆地
8. 兒島半島
9. 高松城址と豪渓
10. 高梁川の谷
11. 岡山より福山まで
12. 備後の山中を経て三次へ
13. 福山から廣島まで
14. 廣島市
15. 廣島から小郡まで
16. 山口町と萩町
17. 小野より厚狭まで
18. 秋吉臺
19. 厚狭から下の關まで
20. 門司から福岡まで
21. 福岡市
22. 福岡から鳥栖まで
23. 佐賀市とその附近
24. 唐津半島
25. 長崎まで
26. 長崎市
27. 島原半島
28. 島栖から熊本まで
29. 熊本市
30. 阿蘇地方
31. 熊本以南
32. 玖摩川の谷
33. 霧島火山
34. 鹿児島まで
35. 鹿児島市
36. 豊州線沿線
37. 九州の東海岸
38. 四国めぐり
39. 山陰地方

### 後編
1. 上野より宇都宮まで
2. 日光
3. 宇都宮から白河まで
4. 水戸街道
5. 白川から郡山まで
6. 若松市とその附近
7. 郡山から福島まで
8. 福島市とその附近
9. 福島から岩沼まで
10. 常磐線（陸羽濱街道）
11. 岩沼から仙臺まで
12. 仙臺から一の關まで
13. 一の關と平泉
14. 平泉から盛岡まで
15. 盛岡市と其附近
16. 盛岡から青森まで
17. 弘前市と其附近
18. 福島から山形まで（兩羽線）
19. 山形市とその附近
20. 山形以北と庄内平野
21. 新庄から秋田へ
22. 秋田市とその附近
23. 男鹿半島と秋田以北
24. 大宮から高崎まで
25. 高崎と前橋及び其附近
26. 高崎から長野まで
27. 直江津から親不知まで
28. 直江津から新潟まで
29. 佐渡へ
30. 新潟以北
31. 中央線にそひて（東京から名古屋まで）
32. 北陸本線北陸線（米原から直江津まで）
33. 北海道一巡
34. 東京附近

## 出版記録
- 前編 1914年4月8日 博文館
- 中編 1915年5月4日 同上
- 後編 1916年8月5日 同上
- 復刻版 2007年12月19日 東洋書院 （全3冊）